# Mars
Mars — американская компания, производитель пищевых продуктов длительного хранения, наиболее известная по шоколадным батончикам, также производит корма для домашних животных, жевательную резинку, напитки, еду быстрого приготовления, консервированные соусы. Основные торговые марки — Mars, Snickers, Milky Way, Twix, Bounty, M&M’s, Whiskas, Pedigree, Uncle Ben’s, также корпорации принадлежит серия торговых марок поглощённых компаний Wrigley и Kellanova (включая Pringles и Eggo). Штаб-квартира — в городе Маклейн (штат Виргиния). Крупнейшая кондитерская компания в мире.

## История
Компания была основана в 1911 году Фрэнком Марсом в городе Такома (штат Вашингтон) под названием Mar-O-Bar Company. В 1920 году компания переехала в Миннеаполис (Миннесота), там были разработаны батончики Snickers (первоначально без шоколадной глазури) и Milky Way. К 1924 году объём продаж достиг 700 тысяч долларов. В 1926 году Фрэнк Марс переименовал компанию в Mars Candies (в дальнейшем — Mars Incorporated), а в 1928 году построил новую фабрику в пригороде Чикаго. За годы Великой депрессии продажи компании учетверились, появились новые продукты, такие как Mars Almond (батончик с миндалём), 3 Musketeers, Snickers (с глазурью).
Окончив Йельский университет, сын Фрэнка Марса Форрест начал работать в компании отца, однако их отношения складывались непросто, и в 1932 году Фрэнк дал сыну немного денег и права на торговую марку Milky Way и отправил его в Великобританию. В 1940 году он вернулся в США и основал в Ньюарке (Нью-Джерси) новую компанию M&M Limited (вторая М — от фамилии партнёра Брюса Мьюрри), выпускавшую шоколадные конфеты в сахарной оболочке M&M’s. Сахарная оболочка препятствовала таянию шоколада, что позволяло продавать его в жаркое время года. С 1954 года M&M’s начали выпускаться также с арахисом.
Тем временем компания Фрэнка Марса также продолжала развиваться, с 1943 года начав выпускать рис в различных видах упаковки, в частности, внедрять в США разработанную в Великобритании технологию пропаренного риса парбоилд. В первые годы производство риса в основном было ориентировано на поставки армии США. К 1952 году рис торговой марки Uncle Ben вышел в лидеры на американском рынке. В 1958 году компания Mars построила новый завод в Хэккеттстауне (Нью-Джерси), в начале 1960-х годов был открыт завод в Нидерландах. В 1967 году компании отца и сына объединились под началом Форреста Марса.
В 1968 году Mars, уже занимая ведущее место в мире по производству кормов для собак с предприятиями в Европе, Южной Америке и Австралии, поглотил Kal Kan Foods, Inc., другого крупного производителя кормов, что позволило укрепить позиции на американском рынке. Значительное место в деятельности компании занимала Великобритания, здесь в 1960-х годах был открыт центр разработки кормов для животных Waltham Centre for Pet Nutrition, ставший международным авторитетным источником по этому вопросу. Также в Великобритании в 1969 году была создана дочерняя компания Mars Electronics International, разрабатывавшая торговые автоматы и к концу 1980-х годов ставшая мировым лидером в этой отрасли. В 1967 году Mars поглотил австралийскую компанию Masterfoods; с тех пор многие национальные подразделения Mars инкорпорированы под именем Masterfoods (США, Австралия, Россия в 1991—1996). Позднее сформировано подразделение Masterfoods-Pedigree, в котором объединены активы по производству кормов для домашних животных Pedigree и Royal Canin.
В 1973 году Форреста Марса на посту главы компании сменили два его старших сына, Форрест младший и Джон, через десять лет к ним присоединилась сестра Джеки. Mars, Inc. к этому времени уверенно занимала первое место на рынке кондитерской продукции США, опередив своего основного конкурента, Hershey Foods Corp., к концу десятилетия разрыв между ними доходил до 14 % доли рынка. В 1979 году компания Mars начала деятельность в Японии, открыв представительство в Осаке. В 1980-х годах ассортимент продукции компании пополнился брендами Bounty, Combos, Holidays M&M’s, Kudos, Starburst, Skittles и Twix. В 1986 году Mars вышла на рынок мороженого, поглотив Dove International; эта чикагская компания была основана в 1956 году Лео Стефаносом, в 1988 году её деятельность была расширена на Европу, появились версии батончиков 3 Musketeers, Milky Way и Snickers с мороженым. В 1988 году Hershey Foods потеснил Mars, Inc. с первого места, купив американское подразделение Cadbury Schweppes, однако уже в 1991 году благодаря новым продуктам, таким как арахисовое масло M&M’s, батончики из чёрного шоколада Dove, мятные и миндальные M&M’s, Mars вернула себе лидерство.
В конце апреля 2008 года Mars объявила о достижении договорённости о поглощении компании Wrigley. Сумма сделки составила 23 млрд долларов, а годовые продажи объединённой компании — около 27 млрд долларов.
В августе 2024 года было объявлено о поглощении компании Kellanova в сделке стоимостью 35,9 млрд долларов. Kellanova была создана в 2023 году выделением бизнеса по производству снэков компании Kellogg’s; её годовой оборот составлял 13 млрд долларов, наиболее известной продукцией являлись чипсы Pringles.

## Собственники и руководство
Mars — частная, непубличная семейная компания. Доли владения распределены между внуками Фрэнка Марса, Джоном и Жаклин Марсами, долю третьего внука, Форреста младшего, умершего в 2016 году, поделили 4 его дочери. Эти доли оцениваются в 39 млрд долларов каждая (по состоянию на 2024 год), что соответствует 35-36 месту в мире и 19-20 в США. В целом семья Марс является второй самой богатой в США после семьи Уолтонов, потомков основателя Walmart.
В совет директоров входят члены семьи Марс — Виктория Марс (дочь Форреста мл.), Фрэнк Марс и Стивен Бэджер (Stephen Badger, сын Жаклин Марс).
Поуль Вайхраук (Poul Weihrauch, род. в 1968 году) — генеральный директор (CEO) с сентября 2022 года, в компании с 2000 года, до этого работал в Nestlé. Также с 2022 года входит в наблюдательный совет Henkel.

## Деятельность
Mars владеет следующими торговыми марками: M&M’s, Twix, Snickers, Dove (шоколад), Mars, Extra, Orbit. В области производства кормов для животных стоимость каждого из брендов Pedigree, Royal Canin и Whiskas также превышает миллиард долларов. Возраст трёх брендов из портфеля компании — Mars, Juicy Fruit и Spearmint превышает 100 лет. Возраст шести брендов превышает 50 лет: Milky Way, Snickers, M&M’s, Doublemint, Uncle Ben's и Whiskas.
В глобальном масштабе корпорация работает в 6 категориях:
- шоколад;
- пищевые продукты для домашних животных;
- жевательная резинка и кондитерские изделия (по линии Wrigley);
- пищевые продукты;
- напитки;
- научное подразделение Symbioscience.

Совокупные продажи компании в 2006 году составили более 20 млрд долларов (в 2005 — более 18 млрд долларов). Продажи в 2023 году составили 47 млрд долларов.
Кондитерское подразделение носит название Mars Wrigley и базируется в Чикаго. Его оборот в 2022 году оценивался в 20 млрд долларов, у него было 53 фабрики и 34 тыс. сотрудников.

## Критика
Согласно расследованию, проведённому неправительственной организацией Mighty Earth и опубликованному в сентябре 2017 года, Mars, Inc. и другие крупные производители шоколада используют в своей продукции какао, незаконно выращенное в национальных парках Кот-д'Ивуара и Ганы, крупнейших стран — производителей какао-бобов и покупаемое через агрокомпании, такие как Olam International, Cargill и Barry Callebaut. В некоторых национальных парках и других охраняемых законом территориях этих стран более 90 % земель было разработано под выращивание какао-бобов, что привело к резкому сокращению популяций шимпанзе и слонов. Помимо экологического аспекта, доклад организации также отмечал неравномерность распределения выручки от продажи шоколада — из 100 млрд долларов оборота шоколадной индустрии 44 % приходится на розничную торговлю, 35 % — на производителей шоколада, таких как Mars, Hershey, Mondelēz International, Ferrero, Nestlé и Cadbury, на фермеров, выращивающих какао-бобы, — 6,6 %.

### Отзыв продукции
В феврале 2016 года в 55 странах отозваны продукты Mars и Snickers, а также Milky Way Minis и Miniatures, у которых дата потребления находится между 19 июня 2016 и 8 января 2017 по причине возможных включений пластика. Были эпизоды также отзыва продукции в связи с содержанием сопроводительных рекламных материалов, так, в марте 2017 года Wrigley в России изъяло из продажи акционную жевательную резинку Five, в рекламе которой представители общественности усмотрели призыв к суициду.

## Mars в России
Деятельность Mars в России начата в 1991 году (АОЗТ «Мастерфудс», с 1995 года ООО «Марс»). В конце 1993 года организовано первое региональное представительство во Владивостоке, в 1994 году открыты представительские офисы в других регионах страны, в том числе Новосибирске, Екатеринбурге, Самаре, Краснодаре, Санкт-Петербурге, Ульяновске.
Строительство первой производственной площадки — фабрики в городе Ступино Московской области — началось в 1994 году. Фабрика вступила в строй в 1995 году, в 1996 году произошло её официальное открытие. В 1995 году также в Ступинском районе началось производство кормов для домашних животных. В 1996 году национальный офис ООО «Марс» переехал из Москвы в Ступино.
В 2002 году началось производство кормов в Новосибирске. В 2005 году в подмосковных Луховицах официально открылась фабрика по производству пищевых продуктов. В сентябре 2007 года компания объявила о начале строительства двух новых фабрик (кондитерской и по производству кормов для животных) в Ульяновской области. Объём инвестиций в эти проекты составляет 4,6 млрд руб. В сентябре 2009 года была открыта первая линия фабрики по производству кормов. Фабрика по производству шоколадных батончиков открыта 20 июня 2012 года.
В России корпорация Марс производит и реализует:
- кондитерские изделия под марками M&M's, Snickers, Mars, Dove, Milky Way, Skittles, Twix, Bounty, Celebrations, Starburst (конфеты), Rondo, Tunes и некоторые другие,
- продукты питания для домашних животных Pedigree, Whiskas (68 % рынка) и Kitekat (32 % рынка), Chappi, Sheba, Cesar, Perfect Fit, Royal Canin и некоторые другие.
- основные продукты питания под торговыми марками Uncle Ben's, Dolmio,
- жевательные резинки под марками Juicy Fruit, Spearmint и другими.
- Шоколадные конфеты А. Коркунов, Buckwood.
- Шоколадные конфеты «Держава», ставшие крупным коммерческим провалом.

Выручка компании в России в 2006 году составила 24,63 млрд руб., чистая прибыль — 3,68 млрд руб. Общий объём накопленных инвестиций в России с 1993 года — около 1 млрд $. Выручка компании в России в 2008 году — 2 млрд $ (включая выручку российского подразделения Wrigley).
10 марта 2022 года Mars на фоне обострения политической ситуации, связанной с вторжением войск Российской Федерации на Украину, заявила о прекращении новых инвестиций в России. Также компания заявила о том, что сворачивает всю рекламу в России и Беларуси.
В июле 2023 года Прокуратура Российской Федерации заявила о начале проверки в отношении компании Mars по подозрению в финансировании Вооруженных сил Украины, а также по подозрению неуплаты налогов в бюджет РФ. Несмотря на заявления компании, продукция Mars по-прежнему продолжает выпускаться и продаваться в России.